# Montérégie
Montérégie es una región administrativa de la provincia canadiense de Quebec, situada en la margen sur del río San Lorenzo, enfrente de la ciudad de Montreal y en la frontera con los Estados Unidos. La región es administrada por tres conferencias regionales de elecciones (CRÉs) que son; 
la aglomeración de Longueuil, el Vallée-du-Haut-Saint-Laurent y la Montérégie-Est. 
Las CRÉs contienen los 14 municipios regionales de condado (MRC) con 176 municipios de la región.
La mayoría de su población vive cerca del Río San Lorenzo, en la margen sur de Montreal. La región es a la vez urbana (segunda en término de población) y agrícola. Su economía se basa fuertemente en la agricultura y la producción de bienes y servicios. El turismo ocupa también una parte muy importante del mercado.

## Demografía
- Población: 1.371.731 (2005)
- Superficie: 11.111 km²
- Densidad: 123,5 hab./km²
- Tasa de natalidad: 10,0 ‰ (2005)
- Tasa de mortalidad: 6,4 ‰ (2005)

Fuente: Institut de la statistique du Québec

## Organización territorial

### Municipios regionales de condado (MRC)
- Acton, cuya capital es la ciudad de Acton Vale.
- Beauharnois-Salaberry, cuya capital es la ciudad de Beauharnois.
- Brome-Missisquoi, cuya capital es la ciudad de Cowansville.
- La Haute-Yamaska, cuya capital es la ciudad de Granby.
- Marguerite-D'Youville, cuya capital es el municipio de Verchères.
- La Vallée-du-Richelieu, cuya capital es la ciudad de Beloeil.
- Pierre-De Saurel, cuya capital es la ciudad de Sorel-Tracy.
- Le Haut-Richelieu, cuya capital es la ciudad de Saint-Jean-sur-Richelieu.
- Le Haut-Saint-Laurent, cuya capital es la ciudad de Huntingdon.
- Les Jardins-de-Napierville, cuya capital es la villa de Napierville.
- Les Maskoutains, cuya capital es la ciudad de Saint-Hyacinthe.
- Roussillon, cuya capital es la ciudad de Delson.
- Rouville, cuya capital es la ciudad de Marieville.
- Vaudreuil-Soulanges, cuya capital es la ciudad de Vaudreuil-Dorion.

La aglomeración de Longueuil tiene comptencias similares a las de los MRC.

### Reservas indias
- Akwesasne
- Kahnawake

### Representación provincial
- Beauharnois
- Borduas
- Brome-Missisquoi (parte)
- Chambly
- Châteauguay
- Huntingdon
- Iberville
- Johnson (parte)
- La Pinière
- Laporte
- La Prairie
- Marguerite-D'Youville
- Marie-Victorin
- Nicolet-Yamaska (parte)
- Richelieu
- Saint-Hyacinthe
- Saint-Jean
- Shefford
- Soulanges
- Taillon
- Vachon
- Vaudreuil
- Verchères

### Distritos escolares
- Commission scolaire des Grandes-Seigneuries
- Commission scolaire des Hautes-Rivières
- Commission scolaire Marie-Victorin (Longueuil)
- Commission scolaire des Patriotes
- Commission scolaire de Saint-Hyacinthe
- Commission scolaire de Sorel-Tracy
- Commission scolaire des Trois-Lacs (Vaudreuil-Soulanges (municipio regional de condado))
- Commission scolaire du Val-des-Cerfs
- Commission scolaire de la Vallée-des-Tisserands